# Giải bóng đá hạng tư quốc gia Cộng hòa Síp 1992–93
Giải bóng đá hạng tư quốc gia Cộng hòa Síp 1992–93 là mùa giải thứ 8 của giải bóng đá hạng tư Cộng hòa Síp. Giải đấu được chia thành 3 bảng theo khu vực địa lý, đại diện cho Quận Cộng hòa Síp. Các đội vô địch gồm:
- Bảng Nicosia-Keryneia: Ethnikos Latsion FC
- Bảng Larnaca-Famagusta: Fotiakos Frenarou
- Bảng Limassol-Paphos: APEI Ipsona

Ba đội vô địch được thăng hạng Giải bóng đá hạng ba quốc gia Cộng hòa Síp 1993–94. 28 đội xuống chơi ở các giải khu vực vì Giải bóng đá hạng tư quốc gia Cộng hòa Síp 1993–94 được tổ chức thành chỉ có một hạng đấu.